# Mali i Velivarit
Mali i Velivarit är ett berg i Albanien. Det ligger i den nordöstra delen av landet, 70 km nordost om huvudstaden Tirana. Toppen på Mali i Velivarit är 2 354 meter över havet, eller 454 meter över den omgivande terrängen. Bredden vid basen är 9,9 km.
Terrängen runt Mali i Velivarit är bergig åt nordost, men åt sydväst är den kuperad.  
Omgivningarna runt Mali i Velivarit är en mosaik av jordbruksmark och naturlig växtlighet.  Runt Mali i Velivarit är det ganska tätbefolkat, med 199 invånare per kvadratkilometer.